# خان ران (لفاع)
خان ران (تعني:لفاع مخطط) هو لفاع تقليدي أبيض وأسود مربع الشكل استلهم من الكراما الكمبودية.  وهو لفاع تقليدي يرتدى في منطقة دلتا ميكونغ في فيتنام.
خلال حرب فيتنام، ارتدى جنود الفيت كونغ اللفاع المميز للتعريف عن أنفسهم.